# Jancsó Ladányi Piroska
Jancsó Ladányi Piroska Mária, anyakönyvezett nevén Ladányi Piroska Mária, született Jancsó Piroska Mária (Törökszentmiklós, 1934. január 15. – Szolnok, 1954. december 12.) építőipari segédmunkás, sorozatgyilkos. 1953–1954-ben öt tizenéves lányt ölt meg Törökszentmiklóson leszbikus nemi vágyainak kielégítése és nyereségvágy miatt. A bűnüggyel Rubin Szilárd évtizedekig foglalkozott, Aprószentek című befejezetlenül maradt regényében dolgozta fel.

## Gyermekkora és életkörülményei
Jancsó Piroska Mária néven született 1934-ben, Törökszentmiklóson házasságon kívüli gyermekként. Jancsó Ladányi Piroska édesanyja, Jancsó Borbála 1909. június 1-jén született Jancsó János 45 éves napszámos és a 25 éves Jancsó Mária lányaként., Jancsó Borbáláék összesen 15-en voltak testvérek, ebből 12-en csecsemőkorukban haltak meg, ketten később már felnőtt asszonyként, önkezükkel vetettek véget az életüknek. Borbála 8 évesen vesztette el édesapját, a család így jövedelemforrás nélkül maradt, s a gyermek iskolába sem járt. Kamaszkorában már pénzkeresetre szorult, 16 évesen intenzív nemi életet élt, rossz híre volt a városban, a rokonsága ezért kitagadta. Cselédként dolgozott, gazdáinak sokszor természetben fizette meg az eltartásának és lakhatásának költségeit. Négy férfitól született öt gyermeke házasságon kívül, ezek közül Törökszentmiklóson jött világra Piroska nevű lánya 1934. január 15-én Ladányi Gyula 40 holdas gazdától. Piroska testvére, József 1943. augusztus 5-én született, Weisz Lipót kereskedő volt az apja. A férfiak nem ismerték el az apaságot, Ladányi is csak 1949-ben, hatósági nyomásra tett ennek eleget, Piroska ettől kezdve a Ladányi Piroska Mária nevet viselhette. A tartásdíjat egyszer kifizetett 600 forinttal váltotta meg, és soha többet nem foglalkozott lányával. Weisz Lipótot a második világháborúban deportálták, nem tért vissza. A korabeli jogszabályi változások miatt azonban a törvénytelen gyermek is örökössé vált, így jutott hozzá a család az üresen álló Vörös Hadsereg útja 171. (ma Széchenyi út)  alatti épülethez. Ezt megelőzően az özvegy és szegény Jancsó Máriánál laktak.
Az épületet a helyiek bordélyházként emlegettek. A gyámügyi előadó közlése szerint a ház következőképpen nézett ki: „Sárgára festett, egyszerű parasztház volt, három helyiségből állt. A szoba két ablaka az utcára nézett, a konyháé meg a kamráé pedig a tornácra. A kapun benyitva a tornácon kellett végigmenni, aztán jobbra fordulni, a konyhaajtó felé. De kapura Jancsóék beköltözése után nem sokáig volt szükség: a kerítést télen feltüzelték, nyáron már csak keresztülvágtak az udvarukon, a méteres gyom közt taposott ösvényen, a konyhaajtóig. Lakás céljára csak a konyhát használták, a szoba meg a kamra lomtár volt, szalmát, gyaluforgácsot, az úton fölszedett gallyakat tartottak bennük. A két utcai ablakot kátránypapírral fedték be. (…) Ágyat téglákra fektetett deszkákból csináltak: a deszkákra szalmát szórtak, a szalmára meg zsákdarabokat terítettek. Ruháik a falba vert szögeken lógtak, a gyerekeket tepsiben fürdették.”
Jancsó Borbálához és Piroska lányához gyakran jártak férfiak nemi vágyaik kielégítése végett, cserébe általában zsírt, kenyeret vagy egy kevés pénzt adtak nekik. Gyakran nemi betegségeket is elkaptak alkalmi partnereiktől. Az anya helyi férfiakkal lépett testi kapcsolatba, míg lánya 14 éves korától elsősorban a helyi Czégény-tanyán lévő telefonállomást felügyelő szovjet helyőrség katonáihoz járt. Ezen kívül ideje nagy részét csavargással, tolvajlással, italozással töltötte. Időnként vállalt munkát, de egy helyen csak rövid ideig tudott megmaradni.
Jancsó Ladányi Piroska az elemi iskolának csak öt osztályát végezte el, azonban számtalan ponyvaregényt elolvasott. Az elmeszakértő véleménye szerint a környezetéhez és a korosztályához képest is átlagon felüli értelemmel bírt a lány. 1952-ben ellene már egy lopási ügyben eljárás indult, a rendőrök több városban is előállították. Egy rendőrtiszt környezettanulmányt is végzett, mely szerint „A nevezett személy erkölcstelen életmódot folytat, ha csak teheti, szovjet katonákhoz szokott járni, a szülei házánál nem nagyon szokott tartózkodni, inkább a csavargást veszi elő, mint hogy rendes életet élne”. Az orvosok három alkalommal gyógyították meg nemi betegség miatt.

## A gyilkosságok
Jancsó Ladányi Piroska 1953 nyarán ismerte meg a 11 éves Komáromi Marikát, aki a város határában legeltette a teheneket. Pár hónappal később, október 13-án találkozott vele újból a törökszentmiklósi zöldséges bolt előtt, éppen krumpliért állt sorba. Ekkor úgy döntött, hogy elcsalja a kislányt a lakásukra, azzal, hogy „majd később visszajövünk, ha kevesebben lesznek”. A lánynak egy képes ponyvaregényt adott, és amíg az olvasott, egy villanyhuzal-darabbal fojtotta meg hátulról. Levetkőztette a holttestet, az arca fölé terpeszkedett, hogy szexuális vágyait kiélje. Ezután letakarta egy pokróccal, nyakára hurkot kötött és kihúzta a lakásból, s fejjel lefelé bedobta a kútba.
Az eltűnt Komáromi Máriát az első tanúvallomások alapján a Czégény-tanya felé láttak menni. A helyi rendőrök azonban még csak kihallgatásra sem vitték be a katonákat. A történetet kutató Legát Tibor szerint ebben az is közrejátszhatott, hogy a rendőrök tartottak tőlük, másrészt pedig a dilettantizmus jellemezte munkájukat, ugyanis „Az ötvenes évek eleji jelszavak azt sulykolták az emberek fejébe, hogy a szocializmusban megszűnt a bűnözés”, mivel a testületet 1949-ben az új hatalmi rendszer szellemében alakították át.
A 13 éves Markoth Mária 1954 őszi tanúkihallgatásán azt vallotta: „Én az orosz katonák közül egyet sem ismertem. Féltem tőlük azért is, mert több alkalommal kutyát uszítottak rám. Ez azért történt, mert hívásukra én sosem mentem be a tanyára”. A 23 éves Czene Ilona vallomásában beismerte, hogy kiment az orosz katonákhoz ismerkedni nemi kapcsolat létesítése végett. Czene Ilona 1954. augusztus 27-én ugyancsak jelentette, hogy Jancsó Ladányi Piroska részegen kikotyogta számára, hogy anyja segítségével ő ölte meg a 11 éves Komáromi Máriát, azonban a hatóság ezt figyelmet kívül hagyta. Az egyik szemtanú, Lajkó Rozália is megerősítette, hogy Komáromi Marika és Jancsó Ladányi Piroska a Czégény-tanyára igyekeztek. „Megkérdeztem, hová mentek, azt felelték, hogy az oroszokhoz beszélgetni. Erre én megjegyeztem Komáromi Marika felé, hogy mit akarsz az oroszoktól, te még egész kislány vagy? Erre ő vállat rándított, és nem szólt semmit. A tanyához érve én elváltam tőlük, és az erdő felé fordultam, hogy gallyat szedjek, de azt láttam, hogy ő elejbök kijött a parancsnok.” A rendőrök azonban nem akarták hallani a részleteket és azt tanácsolták, hogy erről senkinek ne beszéljen. Lajkó a lánya eltűnése utáni napokban beszámolt Mária szüleinek a látottakról valamint, hogy Jancsó Piroska társaságában volt a lány. A nyomozást azonban felfüggesztették, mivel feltételezések szerint a rendőrök nem rendelkeztek jogosítvánnyal ahhoz, hogy az oroszoknál érdeklődjenek a lány felől, valamint bátorságuk sem volt hozzá.
A rendőrség ugyancsak nem méltatta figyelemre Jancsó Piroska oroszokkal való kapcsolatát, holott két gyermekének két különböző orosz katona volt az apja.
1954. június 9-én a törökszentmiklósi piacon megismerkedett a 13 éves Hoppál Piroskával, aki csirkéket árult. Őt szintén elcsalta a lakására, hogy megveszi az eladatlan csirkéit. Neki is egy könyvet adott, hogy elterelje a figyelmét. Amíg a lány olvasgatott, egy dróttal megfojtotta őt. Ezután a jegyzőkönyv szerint: „A holttestnek megtekintette nemi szervét, azt nyalta, majd egy sárgarépát dugdosott saját nemi szervébe, és így elélvezett. Ezután a holttest nemi szervébe egy seprűnyél végét bedugva lemérte annak mélységét. Később Hoppál Piroska kilógó nyelvéhez dörzsölgette saját nemi szervét, s közben a holttest mellét fogdosva, újból elélvezett.” Ezt követően áldozatát bedobta a kútba, ruháit pedig elrejtette a kamrában. A nála talált 200 forintot eltette.
Jancsó Piroska 1954 tavaszán ismerte meg a 17 éves Simon Irént, vallomása szerint: „Simon Irénnek szintén természetellenes hajlamai voltak, s őt kétszer is boldoggá tette a nyelvével, amit csak azért nem viszonzott, mert attól tartott, hogy Simon Irén ezt másoknak elmondja”. Attól való félelmében, hogy kiderül a kettejük közötti kapcsolat, úgy döntött, hogy végez barátnőjével. 1954. augusztus 9-én átcsábította hozzájuk a lányt, akit egy villanyhuzallal fojtott meg. Áldozatával ezúttal nem fajtalankodott, mert úgy látta annak nemi szervéből, hogy betegségben szenved. Levetkőztette, őt is bedobta a kútba, a lány ruháit és a nála talált 30 forintot eltette.
Negyedik áldozatát augusztus 11-én délelőtt szólította meg a törökszentmiklósi tanácsháza előtti autóbusz-megállóban. A 12 éves Botos Marika Mezőtúrról jött át a keresztanyjához nyaralni. Piroska elmondta neki, hogy ő is arrafelé lakik, így segít neki vinni a csomagját. Útközben azonban becsalta otthonukba azzal, hogy segítséget kért egy csomag vonathoz viteléhez, és onnan kíséri majd tovább a lányt a keresztanyjához. Őt egy pamutzsinór segítségével ölte meg, majd a kislány élettelen testén kielégítette szexuális vágyait. A tetemet levetkőztette, majd bedobta a kútba. A ruháit az ágy alá rejtette, a lánynál 7 forintot talált, amit eltett.
1954. augusztus 14-én a vasút környékén szólította meg ötödik áldozatát, a 12 éves Szőke Katókát, ugyancsak azzal az ürüggyel, hogy segítsen neki egy csomagot kivinni az állomásra. Miután elcsalta házukba, neki is egy könyvet adott, s amíg a kislány azzal volt elfoglalva, egy nadrágszíjjal megfojtotta. Holttestét lemeztelenítette, fajtalankodott vele, majd bedobta a kútba. Ruháit megtartotta.
Jancsó Ladányi Piroska az elvett ruhákat és cipőket az ócskapiacon eladta, darabjáért 15-20 forintot kapott. A legtöbbet Hoppál Piroska kabátjáért, ingéért és szandáljáért kapta, összesen 45 forintot.
A helyiek és a környező településen élők ekkor rettegni kezdtek, nem tudták mi állhat az események hátterében. A szülők alig merték egyedül útnak indítani gyermekeiket. Mivel a lakosok már elvárták, hogy a hatóság eredményre jusson a rejtélyes eltűnések ügyében, így a Szolnok Megyei Rendőr-főkapitányság bűnügyi főosztályához került az ügy. A lakosok közül többen is a szovjet katonákra gyanakodtak a gyermekrablásokkal kapcsolatban. A rendőrség nem rendelt el körözést és nem kértek fényképet sem a szülőktől a gyermekekről. Csupán egy hangszóróval felszerelt kocsi járt körbe a városban, amiről a személyleírásokat mondták be.
1954-ben két kamaszfiú is eltűnt, Kenyeres Albert február 2-án, Vígh Imre június 21-én. Mint később kiderült, ők maguk szöktek el otthonról. A lakosság egyre gyanakvóbb lett, a kóborló cigányokat és a városon áthajtó autósokat is gyanították az esetek mögött. Egy kukoricásban szerelmeskedő pár előállításának hírére a törökszentmiklósiak közül már több mint ezren gyűltek a rendőrkapitányság épülete elé, ugyanis úgy terjedt el a dolog, hogy a gyermekrablókat fogták el. Magyarországon ekkora tömeg 1945 óta közterületen még nem verődött össze. Egyes emberek már azt rebesgették, hogy „a zsinagóga újjáépítéséhez volt szüksége a helyi zsidóknak a gyerekek vérére”, de a helyi temetkezési vállalat igazgatóját is meggyanúsították, ugyanis azt feltételezték róla, hogy a céges hullaszállító járművével hajtotta végre a gyermekrablásokat.
1954. szeptember 2-án este 9 órakor Balázsi Istvánné, 21 éves pusztakengyeli lakos a törökszentmiklósi rendőrkapitányság ügyeletén feljelentést tett, hogy Jancsó Piroska egy dróttal meg akarta fojtani és egy zsák ruhát is ellopott tőle. Az előzmények alapján a Szolnok–Alcsi vasútállomáson találkoztak. Balázsi Istvánné Szolnokon keresett munkát, Piroskához hasonlóan szintén könnyűvérű nő volt. Ketten megbeszélték, hogy a tiszaligeti vidámparkba mennek mulatni. Mindketten más férfival szórakoztak, Piroska hurcolta a fiatalasszony bőröndjét, s az később is nála maradt. Balázsiné a történtek másnapjának reggel a rendőrségen bejelentette, hogy Jancsó Piroska ellopta csomagját. Mivel azt tudta róla, hogy malteroslányként dolgozik, egy járőrrel keresni indultak, s egy építkezésen találták meg. Végül feljelentést nem tett Balázsiné, mivel Piri megígérte, hogyha Törökszentmiklósra utaznak, visszaadja kofferját. A Vörös Hadsereg útja 171. számhoz érkezve Piri megkínálta Balázsinét pálinkával, aki egy kis kupica után elálmosodott. Mivel a szoba nagyon koszos volt, Jancsóék és a három gyerek is ott tartózkodott, a gazos kertben feküdt le egy pokrócra. Balázsiné estefelé arra ébredt fel, hogy Piroska egy nyaka köré tekert drótkötéllel próbálja megfojtani őt. Félelmében erőt vett magán és birkózni kezdett a lánnyal, kiszabadult, majd a rendőrségre vette az irányt, ahol elmondta, hogy Jancsó Ladányi Piroska ezen kívül egy zsák ruháját is ellopta. Vallomása szerint „Mikor a rendőrségre értem, a kapus odajött, akit már ismertem, mert a városba való. Mindjárt elmondtam neki az esetet. Ő kihívott egy másik elvtársat, és bementünk, ahol mindent elmondtam. Akkor két-három elvtárs kiment Piriért”. Ugyanezen a napon kihallgatták Piroskát, aki beismerte tettét. Ezután őrizetbe vették, de mivel nem beszélt az ellopott ruhákról, így házkutatást rendeltek el. Másnap, szeptember 3-án szálltak ki Jancsóékhoz, hogy előkerítsék a lopott holmit.

## A házkutatás
A házkutatás során a rendőrök megtalálták az eltűnt lányok ruháit is, amelyben utoljára látták őket és az eltűnési ügyekben rögzített jegyzőkönyvekben is szerepeltek. A zsák azonban nem került elő. Az egyik rendőr jelentette a házkutatást vezetőjénél, hogy a kapu mögötti tornácon a fémlemezzel letakart aknát talált, s nekiláttak a feltárásának. Ez egy 10–12 méter mélységű kút volt, feltételezések szerint akkor került a kapu mögé, amikor a házat korábban átépítették, s az egykor ott álló régebbi házat lebontották. Bevilágítottak az aknába, ahol a vízben és iszapban oszladozó emberi maradványokra bukkantak. Aki elsőnek ment le a kútba, így számolt be a történtekről: „Odalent, nagyjából ülő helyzetben, egy leányka holttestét lehetett látni. Teljesen meztelen volt. Feje oldalra dőlt, a vízből kiálló fél arca össze volt zúzva. A fej mellett egy talp látszott, a holttestre dobva, meg egy katonai nadrágszíj." Több óráig tartott a holttestek kiemelése, amelyben a helyi tűzoltók is segédkeztek. A házhoz több fekete autóval magas rangú magyar katonai és rendőrtisztek, valamint minisztériumok vezetői is megérkeztek az eseményre. Előkerültek Szőke Kati, Botos Marika, Simon Irén, Hoppál Piroska és Komáromi Marika maradványai. Mivel a rendőrök meggyőződése szerint ezeket a gyilkosságokat Jancsó Ladányi Piroska nem követhette el úgy, hogy anyja ne tudott volna róluk, ezért őrizetbe vették a 45 éves Jancsó Borbálát is, mint a ház tulajdonosát.
A helyszíni szemle jegyzőkönyvében a házról a következő leírás található: „Az épület két részből áll, egy konyha, amiben két ágy és egy asztal van elhelyezve. (...) Az ágyon van két párna, amelynek színét a piszoktól megállapítani nem lehetett. A lakás földes, úgy a szoba, mint a konyha. (...) A szobában és annak közepén kb. 2 q forgács van kiöntve, a szobában, a bejárati ajtó háta megett egy 5-ös mintájú, öntött vaskályha van beállítva 3 téglára. (...) Mindkét helyiség gondozatlan, piszkos, a falat, mely fehérre volna meszelve, a portól és a piszoktól nem lehet megkülönböztetni, hogy milyen színű. Mindkét helyiség férges, gondolok itten egér és bolha állatokra. A ruházat és ágyneműnek mondható ruhadarabok szennyesek és piszkosak, ugyanúgy az evőeszközök. (...) Az épülethez oldalkamra van építve. (...) Az oldalkamrában két használt, lukacsos lábas van, azonkívül emberi ürülékek”.
Mivel a lakosságot nem tájékoztatták hivatalosan semmiről, mindenféle szóbeszéd járt az áldoztok számát illetően. A törökszentmiklósi piacon az asszonyok között az is felmerült, hogy máshol is lehetnek még megölt gyermekek, valamint, hogy előző nap is a kukoricaföldön bekötötték egy kisfiú a száját és elvitték.
A helyszínelők talán a meglepetés hatására megfeledkeztek a legalapvetőbb vizsgálatok elvégzéséről, a tárgyi bűnjeleket is figyelmen kívül hagyták (kötél-, drót- és bőrszíjmaradványok). Szolnokról öt cinnel bélelt faládát hoztak, amelybe a holttesteket elhelyezték. A bűz néhány száz méteres körzetben terjengett, később klórmésszel szórták fel a helyszínt. A ládák a szolnoki kórház bonctermébe kerültek, ahol szeptember 4-én vizsgáltak meg a nagyon rossz állapotú maradványokat, személyazonosságuk megállapítása sem volt könnyű. A három szakértő nem tudta megállapítani, hogy az áldozatok szűzen haltak-e meg, ugyanis tényként kezelték mind a nyomozók, mind pedig az orvosok, hogy Jancsó Piroska egy seprűnyéllel is megbecstelenítette áldozatait azok halála után. A szülők az azonosítás alkalmával a sokk hatására vagy nem akarták, vagy nem ismerték fel saját gyermekeiket. A halottszemlét követően egyik család sem akarta hazaszállítani a holttesteket, így 1954. szeptember 7-én az öt koporsóban a szolnoki Kőrösi úti temetőben helyezték őket örök nyugalomra a 11-es parcellában, száz évre megváltott díszsírhelyen. A sírokat fakeresztekkel jelölték meg.
A közvéleményt foglalkoztatta a kérdés, hogy Jancsó Piroska vagy pedofil orosz katonák voltak-e az elkövetők.
Jancsó Piroska és Borbála gyermekeit, Jóskát, Pirost és Mihályt a szolnoki gyermekvédő intézetbe vitték, majd később örökbeadták őket. A Vörös Hadsereg útja 171. számú ház ezután évekig állt üresen, gondozatlan, bűzlő szellemtanya volt. Később megvásárolták és az új tulajdonosa a régi házat lebontotta, helyére újat építtetett fel .

## A kihallgatások és a tárgyalások
A Szabad Nép 1954. október 3-i, vasárnapi száma a következőkről számolt be:
„Halálra ítéltek egy többszörös gyermekgyilkost. A Szolnok megyei bíróság szeptember 29-én tárgyalta Jancsó Ladányi Piroska törökszentmiklósi lakos bűnperét, akit ötrendbeli gyilkossággal, egy gyilkossági kísérlettel, ötrendbeli csalással, valamint egyrendbeli csalással vádoltak. A nyomozás és a megyei bíróság megállapította, hogy Jancsó Ladányi Piroska – 40 holdas kulák lánya – züllött erkölcsű nő, aki erkölcstelen életét már gyermekkorában elkezdte. Jancsó Ladányi Piroska a legsúlyosabb bűncselekményt követte el: gyermekeket ölt. A megyei bíróság Jancsó Ladányi Piroskát összbüntetésként halálra ítélte. Ügyével együtt tárgyalta anyjának, Jancsó Borbálának bűnügyét is, akit közveszélyes munkakerülés bűntettével, az ifjúság ellen elkövetett bűntettei, valamint társadalmi tulajdon sérelmére elkövetett lopással vádoltak. Őt a bíróság kétévi és hathónapi börtönbüntetésre ítélte, és további három évre eltiltotta az állampolgári jogok gyakorlásától. (MTI)”.
Jancsó Piroska tiltott kéjelgés és közveszélyes munkakerülés, valamint a munkahelyéről egy kb. 6,5 méter hosszú, 39,20 Ft értékű, tömítésre használt pamutzsinór eltulajdonításának vádjával került bíróság elé. Az első fokú tárgyalásra a nyilvánosság kizárása mellett került sor 1954. szeptember 29-én zajlott Szolnokon, a Szolnok Megyei Bíróságon, csak a meggyilkolt lányok szülei vehettek rajta részt. Ejtették a közveszélyes munkakerülés vádját, mivel 1954 nyarán már állandó munkahellyel rendelkezett. Két másik gyermekkorú lány is állította a tárgyaláson, hogy Piroska őket is el akarta csalni, más tanúk pedig beszámoltak arról, hogy a lány a megölt gyerekek ruháit árulta. Megállapították az anya, Jancsó Borbála bűnrészességét is.
Jancsó Piroska több vallomást is tett. Először zavaros történetet adott elő, beismerte a gyilkosságokat, majd megnevezte a 45 éves Raffael Józsefnét és a 23 éves Fekete Sándort, Piroska egyik áldozatának udvarlóját, valamint egy orosz katonát mint bűnsegédeket. Előbbi kettőt letartóztatták, de hamarosan tisztázták is, hogy nincs közük a gyilkosságokhoz, az adott időben ugyanis nem tartózkodtak Törökszentmiklóson. Piroska másnap már újabb történettel állt elő.
Anyja szerint lányának már gyerekkorában is problémák voltak a viselkedésével. Azt vallotta: „Piroskával mindég baj volt a gyerekek miatt. Ha utcán mentem vele, amelyik gyerek mellette elment, minden ok nélkül arcon vagy hátba vágta őket. Mindég azon volt, hogy másokat megüssön, másoknak fájdalmat okozzon. Ilyenkor, mikor egy-egy gyereket megütött, látszott rajta, hogy meg van elégedve magával.” 10 éves korában, 1944 karácsonyán megszökött, kamaszkorában is gyakran járt el otthonról. 1951-ben Nyíregyházán szállították le egy, a Szovjetunióba tartó vonatról. Több lopási ügye is volt, 1954-ig összesen három eljárás indult ellene. 1953-ban hat hónapot kapott lopásért, amiből csak egyet töltött le, mivel az általános amnesztia idején kiengedték. 13-14 éves korában már a szovjet katonák körül legyeskedett, nemi kapcsolatban állt velük. Mivel Borbála nem nézte ezt jó szemmel, ebből fakadó veszekedéseik néha tettlegességbe torkolltak. Azt is megjegyezte lányáról, hogy szerette a nyers húst, a hozzájuk került kiskutyák és kismacskák hamar elpusztultak vagy eltűntek. Borbála arról is beszámolt, hogy egyszer 1950-ben a még náluk lakó Boda Ferencné húgával elindultak otthonról, ott hagyva Piroskát és 7 éves Józsi öccsét. Mikor a húga visszafordult egy otthonfelejtett tárgyért, meztelenül találta az ágyon négykézláb Piroskát, Józsi pedig a lány alsó felét nyalta. Ekkor Borbála húga leszidta a lányt, aki egy üveg gyógyszert bevett az eset után, amibe majdnem belehalt. A kihallgatáson Piroska azt mondta, hogy „a féltestvéremmel való fajtalankodás során igen kellemes érzést éreztem”.
A második kihallgatáson Jancsó Ladányi Piroska megnevezett több orosz katonát, köztük Nyikolaj Bogacsovot, akik miatt a szörnyűségek történtek. Beszámolója szerint Bogacsovnak tetszett Komáromi Mária, aki a szovjet helyőrség mellett legeltette a teheneket. Azt mondta, hogy a lányt szeretné feleségül és elvinni magával a Szovjetunióba, valamint ígéretet tett arra, hogy Piroska is velük mehet második gyermeke apjához. Amíg Piroska elment italért, Bogacsov állítólag Jancsóék házában megerőszakolta Komáromi Máriát. Miután Piroska hazaért, Bogacsov magukra hagyta őket. A kislány fenyegetőzni kezdett, hogy elmondja a szüleinek a dolgot, ezért Piroska megijedt, hogy baja lehet belőle, így úgy döntött, megöli a lányt és bedobja a holttestét a kútba. Kb. 10-15 percig fojtogatta a hevesen kapálózó és rugdalózó lányt. A második gyilkosság előtt is nemi erőszakról vallott Jancsó Ladányi Piroska, amit egy Andrej nevű orosz katona követett el. A kislányt a piacról a lakására csalta, hogy csirkét vegyen tőle, megfojtotta és őt is bedobta a kútba. Vallomása szerint a többi gyilkosság előtt is erőszakoskodott Bogacsov, azonban az ötödiknél egy Hammelzanov nevű őrmester is jelen volt, Bogacsov ekkor nadrágszíjával gyilkolt. Piroska azt mondta: „Védelmemre mindössze annyit kívánok előadni, hogy a gyerekeket azért öltem meg, mert a Bogacsov Nyikolaj nevű szovjet katona ismerősöm azzal hitegetett, hogy a Szovjetunióba fog kivinni engem (...). Én azért vágyakoztam kimenni a Szu-ba, mert a gyerekem apjával kívántam a kapcsolatot felvenni (...). Nyikolaj követelte tőlem, hogy szerezzek neki érintetlen kislányokat, és arra tekintettel, hogy korábbi ígéretét beváltsa, ennek a kérésnek eleget tettem”.
A következő napon a lány új vallomást tett, amiben nem szerepeltek már szovjet katonák, de mesélt a nők iránti vonzódásáról. Ezt elmondása szerint 15 éves kora óta érezte, aminek a kiváltó oka egy, a helyi piacon vásárolt pornográf tartalmú könyv illusztrációi voltak, amelyeken nők egymással szemben szexuális igényeiket természetellenes módon elégítik ki, az egyik képen pedig egy kutya nyalta az egyik nőnek a nemi szervét. „Kezdetben azért tettem eltérő előadásokat, mert szégyelltem cselekményem igazi okát megnevezni. Ezért mondottam azt is, hogy a kislányokat orosz katonák részére szereztem meg, majd hogy azok a velük történteket el ne árulják, megfojtottam őket. Szégyelltem bevallani azt, hogy elferdült nemi igényem kielégítése végett öltem meg a lányokat, ezt ma is nagyon szégyellem” – mondta. Állítólag azért változtatta meg korábbi vallomását, mert közölték vele, hogy Bogacsov 1954 nyarán már nem tartózkodott Magyarországon. Arra vonatkozóan nincs adat, hogy ezt az információt honnan szerezték a nyomozók és megfelelt-e a valóságnak.
Másodfokon került az ügy 1954. október 14-én a Legfelsőbb Bíróságra, melynek során a vádlottak korábbi vallomásaikat fenntartották. Az ügyész Jancsó Borbála felelőssége és bűnrészessége miatt súlyosabb büntetés kiszabását szorgalmazta. Piroska védője azért kért kegyelmet a lány számára, mert a vádlott egyrészt fiatal, másrészt pedig „az utca nevelte”. Az utolsó szó jogán Jancsó Ladányi Piroska a következőt mondta: „Szeretném, ha megváltoztatnák az ítéletet, bár tudom, nagy bűnt követtem el. Szeretném a kisfiamat magam nevelni, nem csinálok többet ilyent”. Az ítélethirdetés előtti szünetet követően Jancsó Ladányi Piroska közölte, hogy megváltoztatja addigi vallomásának egyes részleteit és azt mondta: „A valóság az, hogy anyám is tudott a tetteimről. (...) A második esetnél mondotta nekem azt, hogy lehetőleg olyant hozzak a piacról, akinek jó ruhája és pénze van. A többinél is ez vezetett, mert pénzre volt szükség, és a nemi ingeremet is szerettem volna kielégíteni”. Az is kiderült, hogy állítólag az anya fogta le az áldozatok kezét. Piroska azt is hozzátette: „Akármennyit kerestem, anyám mindent eltékozolt. Férfiakba, cukrászdába, italba ölte a pénzemet. Én teljesen meztelen maradtam, így gondoltam ruhát szerezni magamnak. Anyám folyton pénzért hajtott, és üldözött engem”. Ennek hatására a Legfelsőbb Bíróság a Szolnok Megyei Bíróság első fokú ítéletét megváltoztatta, és mindkettejüket halálra ítélte, noha nem került elő más bizonyíték Jancsó Borbála bűnrészességével kapcsolatban. Az anya büntetését végül életfogytiglani szabadságvesztésre változtatták a Népköztársaság Elnöki Tanácsához benyújtott kegyelmi kérvény elbírálását követően. Jancsó Borbálát egy ideig Kalocsán tartották fogva, majd később a budapesti Kozma utcai börtönben halt meg, szellemileg és fizikailag leépülve 1969. március 10-én.
Miután megtudta, hogy halálra ítélték, állítólag azt mondta, hogy „Nevetek én még az akasztófa alól is a világra”.
A bírósági tárgyalásokra több világhírű pszichiáter is ellátogatott, hogy tanulmányozzák az esetet, valamint Mensáros László színész is jelen volt, mivel érdekelte ez a bűnügy.

## A kivégzés
Az ügyben hírzárlatot rendeltek el, a halálos ítéletet pedig 1954. december 12-én a szolnoki börtön udvarán hajtották végre. Aznap már kora reggeltől gyülekeztek az emberek Szolnokon a Dózsa György utcai börtönnél. Kinyitották a vaskaput, hogy az összegyűlt tömeg is láthassa az igazságszolgáltatás pillanatait. A bírói asztal mögött ültek a bírák, ügyészek, ügyvédek, orvosok, mögöttük a hóhér és segédei, közelükben pedig a nyomozók álltak. Törökszentmiklósról teherkocsival szállították az emberek tucatjait. Az áldozatok családtagjainak a bitófától nem messze biztosították a helyet. Piroskának nem tudták teljesíteni utolsó kívánságát, hogy láthassa Mihály nevű fiát. Sorsába beletörődve lépett az akasztófához. Az ötszörös gyilkos valamivel 10 óra után halt meg. Az eseményről szóló tudósítást e sorokkal zárták a Szolnok Megyei Néplapban: „És beteljesedett az ítélet. Elpusztult a földről a dolgozó, szerető, törekvő társadalmából az emberi dúvad”.
A szolnoki, Kőrösi úti temetőben földelték el a régi ravatalozó mögötti temetői árokban. Az 1950-es évek végéig ide kerültek a „nem keresztényi” halállal meghalt öngyilkosok, valamint a gyilkosok, névtelenül és jeltelenül.